# اس‌ام‌اس آریاندن
اس‌ام‌اس آریاندن (به انگلیسی: SMS Ariadne) یک کشتی بود که طول آن ۱۰۵٫۱ متر (۳۴۴٫۸ فوت) بود. این کشتی در سال ۱۹۰۰ ساخته شد.